# Podiceps occipitalis occipitalis
El macá plateado común o blanquillo común (Podiceps occipitalis occipitalis) es una subespecie de la especie Podiceps occipitalis de la familia Podicipedidae, habitante de la parte sur de Sudamérica.

## Distribución y hábitat
Esta raza habita en las llanuras de la Argentina, en las islas Malvinas, y el centro y sur de Chile, llegando por el norte hasta la laguna del Negro Francisco en la Región de Atacama. Es migratorio no nidificante en Paraguay, el sur del Brasil, y posiblemente también en el Uruguay.
Se lo encuentra en múltiples ambientes acuáticos, desde el nivel del mar hasta los 2000 m s. n. m..

## Características
Se diferencia de la otra subespecie en que la garganta, el mentón y parte baja de la nuca son de color gris parduzco. Además los penachos laterales (plumas auriculares) son café amarillentas. El ojo es de color rojo anaranjado. Esta subespecie posee un largo total de 28 cm.

## Costumbres
Alimentación
Al ser un excelente zambullidor, obtiene todo su alimento bajo el agua; este consistente en plantas, pequeños peces y sus huevos, y crustáceos.
Nidificación
Construye con tototas un nido flotante, aunque lo ancla a otras totoras vivas. Entre septiembre y octubre en las llanuras, pero entre diciembre y enero en el altiplano andino, la hembra pone de 4 a 6 huevos blanco azulados, con medidas promedio de 44 mm de largo por 29 mm. Al cumplir un día de nacidos, los polluelos ya nadan, aunque si se cansan se suben al dorso de sus padres.

## Taxonomía
La subespecie es una de las dos en que se encuentra dividida la especie Podiceps occipitalis, la otra es la llamada: macá plateado puneño, o blanquillo del norte (Podiceps occipitalis juninensis).

## Conservación
Esta subespecie tiene una distribución muy grande, por lo tanto no se acerca a los umbrales de vulnerabilidad bajo el criterio del tamaño del área de distribución.
A pesar del hecho de que la tendencia de la población parece estar disminuyendo, esta no es lo suficientemente rápida para acercarse a los umbrales de vulnerabilidad bajo el criterio de tendencia de la población. El tamaño de la población es muy grande, y por lo tanto no se acerca a los umbrales de vulnerabilidad bajo el criterio de tamaño de la población. Por todas estas razones, la subespecie se evalúa como de «Preocupación Menor».